# Extra nemirci
Ekstra nemirci naziv je treće knjige koju je objavio književnik  Miljan Ristić. Knjiga je objavljena kao autorsko izdanje 2009. godine. Ekstra nemirci predstavljaju zbirku dečje poezije koju je autor posvetio svojim sinovima, ali ima i nekoliko pesama koje su posvećene svoj deci sveta. Knjiga obiluje mnogim fotografijama, karikaturama i grafikama glavnih aktera knjige koje je u najvećoj meri uradio sam autor, kao i crtežima koji su nacrtali autorovi sinovi.

## Uvodna reč autora
U uvodnoj reči knjige autor kaže: 
„Možda će vam ova knjiga delovati malo neozbiljno, ali ja sam imao isuviše ozbiljnih namera kada sam rešio da je napišem. Posvećujem je svojim sinovima Marku i Filipu. Sadržina većine pesama se stvarno zbila i predstavljaju suštu istinu modifikovanu u pesmu. Svrha pisanja ove knjige je nastojanje da u formi pesme spasem od zaborava mladost i detinjstvo svoje dece, deo života koji je najlepši. Neko će reći da postoje kamere, fotoaparati i da to sprečava od zaborava. Ali, zar možete snimiti sve što deca rade tokom svog detinjstva? A i da možete, pitanje je, da li bi se ona osećala slobodnim i da li bi se ponašala prirodno ako bi ih stalno neko proganjao kamerama i aparatima. Ove pesme predstavljaju esenciju njihovog detinjstva satkanu kroz stih. Esenciju koju sam ja proživeo kao njihov roditelj. Možda je trebalo napisati mnogo više pesama, ali mislim da će i ovo biti dovoljno. Sve u svemu, sinovi moji, kada za jedno 10, 15, 20, 30 godina uzmete ovu knjigu u ruke i krenete sa čitanjem, nadam se da ćete shvatiti ono što sam hteo da vam kažem. Nadam se da će vam vaša deca pružiti sve ono što ste vi pružili vašoj majci i meni. Volim vas!”

## Pesme u knjizi
- Pesma o malom Marku
- Markove avanture iz bolnice
- Marko na moru
- Marko u obdaništu
- Kako Marko igra Sony
- Rođenje Filipovo
- Filip nemirko
- Filip u obdaništu
- Pesma o Filipu
- Avanture sa vašara
- Nestašluci
- Krenula je edukacija
- Tvorci pozitivne energije
- Terminatori za PS[3]
- Ekstremni sportovi
- Maskenbal
- Marko i Filip na maskenbalu
- Letovanje
- Marko i škola
- Filip nemirko 2
- Kečeri
- Naša deca[4]
- Dva nova junaka
- Pesma o Milici
- Dimitrije fudbaler
- Mila i Ena
- Pesma o maloj Đurđi
- Relja-najbolji ortak
- Oda deci

## Napomene i reference
1. ↑  „Izvod iz virtuelne biblioteke Srbije”. Архивирано из оригинала 27. 02. 2020. г. Приступљено 27. 02. 2020.
2. ↑  Uvodna reč objavljena u knjizi eXtra nemirci, 2009. godine, strana 5-6
3. ↑  „Pesma objavljena na sajtu Eksperiment u kojem je sve moguće”. Архивирано из оригинала 01. 03. 2020. г. Приступљено 01. 03. 2020.
4. ↑  „Pesma objavljena na sajtu Eksperiment u kojem je sve moguće”. Архивирано из оригинала 01. 03. 2020. г. Приступљено 01. 03. 2020.